# Nahal Oz
Der Kibbuz Nachal Oz (hebräisch נחל עוז) liegt im Nordwesten des Negev, weniger als einen Kilometer von der „Grünen Linie“ an der Ostgrenze zum Gazastreifen entfernt und war 1953 gegründet worden. 2022 lebten 479 Personen im Kibbuz. Der Militärposten trägt den gleichen Namen wie das Kibbuz.

## Geschichte

### Mosche Dajan in Nahal Oz
Im April 1956 hielt General Mosche Dajan in Nahal Oz eine bemerkenswerte Rede am Grab eines von Fedaijn ermordeten Kibbuzniks, dabei sagte er:  „Verurteilen wir nicht die Mörder. Warum sollten wir ihnen ihren brennenden Hass auf uns zum Vorwurf machen? Seit acht Jahren hausen sie in den Flüchtlingslagern von Gaza, und wir haben unter ihren Augen das Land und die Dörfer, in denen sie und ihre Vorväter gewohnt haben, in unser Eigentum verwandelt.“

### Massaker von Nachal Oz
Zum Zeitpunkt des Terrorangriffs der Hamas auf Israel am 7. Oktober 2023 befand sich nördlich des Kibbuz ein Außenposten der israelischen Verteidigungsstreitkräfte (IDF) mit einem Überwachungskontrollzentrum der überwiegend aus weiblichen Soldaten bestehenden Einheit 414 des Feldaufklärungskorps. Terroristen der Hamas waren nach Durchbrechen der Sperranlagen um den Gazastreifen in die Siedlung sowie den IDF-Außenposten eingedrungen. Sie töteten mindestens 13 Zivilisten, über 60 Soldaten und verschleppten 16 Menschen  als Geiseln in den Gazastreifen.
Am 20. Oktober 2024 ließ die Hamas zwei Frauen mit US-amerikanisch-israelischer Doppelstaatsbürgerschaft frei, die aus Nachal Oz in den Gazastreifen entführt worden waren. Die Kibbuz-Bewohner Noam Elyakim und Dikla Arava wurden getötet, während die Hamas sie in den Gazastreifen verschleppte; ihre Töchter Dafna (15 Jahre alt) und Ela (8) wurden entführt und kamen am 26. November wieder frei. Am 30. Oktober gaben die IDF bekannt, die aus Nachal Oz entführte Soldatin Ori Megidish im Zuge der in der Nacht vom 27./28. Oktober 2023 eröffneten Bodenoffensive des israelischen Militärs aus dem Gazastreifen befreit und nach Israel zurückgebracht zu haben.

### IDF-Grenzüberwachungszentrum bei Nahal Oz – Opfer und Geiseln
Beim Angriff der Hamas am 7. Oktober 2023 wurden 44 Soldaten und Soldatinnen von palästinensische Terroristen, welche zuvor die israelischen Sperranlagen nahe der „Grünen Linie“ durchbrochen hatten, auf dem Gelände des Grenzüberwachungszentrums der israelischen Armee (IDF) bei Nahal Oz ermordet oder im Kampf getötet. Unter den Todesopfern befanden sich 19 Frauen im Alter von 18 bis 22 Jahren. 7 Soldatinnen wurden von den Terroristen als Geiseln in den Gazastreifen verschleppt. Eine weitere entführte Soldatin, Noa Marciano, wurde nach IDF-Angaben am 16. November 2024 tot im Gazastreifen aufgefunden.
Am 26. November 2024 kamen im Zuge eines Waffenstillstandsabkommens 14 Menschen, die von der Hamas am 7. Oktober 2023 in den Gazastreifen verschleppt worden waren, aus der Geiselhaft der Hamas frei, darunter auch drei aus Nahal Oz.
Am 4. Januar 2025 veröffentlichte die Hamas ein Video mit der 19-jährigen Soldatin Liri Albag. Sie war in Nahal Oz am Grenzzaun zum Gazastreifen entführt worden und gehörte zu Beobachtertruppen, die vor dem Hamas-Angriff vergeblich Vorgesetzte vor Angriffsvorbereitungen gewarnt hatten. Im Video wurde nur ein Standbild der Soldatin veröffentlicht; auf Arabisch stand dort: „Ich bin seit mehr als 450 Tagen eine Gefangene in Gaza.“ Die Bildunterschrift legt nahe, dass die Aufnahme vor Kurzem gemacht wurde. Videos von Geiseln wurden von der Hamas bereits wiederholt veröffentlicht, was Israel als psychologische Kriegsführung anprangert. Verhandlungen in Katar über eine Waffenruhe kommen Berichten zufolge nur langsam voran. Am 20. Januar 2025 wurden im Rahmen eines Gefangenenaustausches erstmals 90 palästinensische Häftlinge aus israelischen Gefängnissen befreit und im Gegenzug drei weibliche israelische Gefangene aus dem Gazastreifen freigelassen.
Am 25. Januar 2025 kamen vier israelische Soldatinnen – Liri Albag, Daniela Gilboa, Karina Ariev und Naama Levi, die  am 7. Oktober 2023 aus dem IDF-Grenzüberwachungszentrum nahe dem Kibbuz entführt wurden, aus der Geiselhaft der Hamas frei und wurden dem Roten Kreuz übergeben. Die Hamas inszenierte die Übergabe als große „Propagandashow“, bei der ein Publikum aus mehreren tausende Zivilisten und schwer bewaffneten Hamas-Kämpfern anwesend war. Nach der Übergabe wurden die jungen Frauen in einen Stützpunkt der Israelischen Verteidigungsstreitkräfte (IDF) nahe der „Grünen Linie“ zum Gazastreifen gebracht; dort treffen sie auch erstmals mit ihren Eltern zusammen. Anschließend werden sie in ein israelisches Krankenhaus geflogen.